# Philippe Garigue
 (juillet 2009).
Si vous disposez d'ouvrages ou d'articles de référence ou si vous connaissez des sites web de qualité traitant du thème abordé ici, merci de compléter l'article en donnant les références utiles à sa vérifiabilité et en les liant à la section « Notes et références ».
Philippe Garigue est un politologue et professeur québécois, né le 13 octobre 1913 à Manchester, Angleterre et décédé le 25 mars 2008 à Toronto, en Ontario. Il est un pionnier de la politique familiale au Québec. 

## Biographie
Il a été doyen de la Faculté des sciences sociales de l’Université de Montréal et principal du Collège universitaire Glendon à Toronto.
En 1964, Philippe Garigue est nommé président du nouveau Conseil supérieur de la famille du Québec. Il préconise alors une politique familiale distincte d’une politique démographique et d’une politique sociale. 
Il signera l’annexe 16 du rapport de la Commission Castonguay-Nepveu, sous le titre Les fondements d’une politique familiale.

## Publications
- 1958 - Études sur le Canada français
- 1959 - Bibliographie des travaux sur La famille au Canada (avec Frederick Elkin)
- 1963 - L'option politique du Canada Français
- 1973 - Dans Le temps vivant
- 1974 - L’humaine demeure
- 1992 - Questions de stratégie et de métastratégie (Toronto, Éditions du Gref, collection Athéna no 1)
- 1995 - De la condition humaine (Toronto, Éditions du Gref, collection Écrits torontois no 5)
- 1999  - Le Temps de l’intelligence (Toronto, Éditions du Gref, collection Quatre-Routes no 5 ; Prix du Consulat général de France à Toronto, Septième Salon du livre de Toronto)
- 2002 - Les Lieux de ma mémoire : une introduction à la poésie de la Société-Monde (Toronto, Éditions du Gref, collection Athéna no 5)

## Distinctions
- 1965 - Membre de la Société royale du Canada
- 1986 - Officier de l'Ordre du Canada